# 96 ق هـ
96 ق هـ هي السنة السادسة والتسعون السابقة للهجرة النبوية، وهي توافق ما بين سنتي 528 و529 حسب التقويم الميلادي، أي أنها بدأت في سنة 528م وانتهت في سنة 529م.